# Arbing (Osterhofen)
Arbing ist ein Ortsteil der Stadt Osterhofen im niederbayerischen Landkreis Deggendorf.

## Lage
Das Kirchdorf Arbing liegt im Gäuboden etwa drei Kilometer östlich von Osterhofen.

## Geschichte
Arbing ist bereits zu Beginn des 11. Jahrhunderts im ältesten Urbar von Kloster Osterhofen über die Gründungsausstattung des Klosters südlich der Donau erwähnt. 1464 taucht Arbing in einem Steuerregister als Teil von „Pfleg und Gericht zu Osterhofen“ auf. Ab 1474 wird Arbing als Obmannschaft des Gerichtes und Amtes Osterhofen genannt. 1752 gehörten zur Obmannschaft die Orte Ottach, Arbing, Kasten, Endlau und Schnelldorf; Arbing selbst bestand aus sieben Anwesen. Kirchlich wurde Arbing von Kloster Osterhofen pastoriert bis zu dessen Aufhebung im Jahr 1783. Am 13. November 1819 wurde die Gerichtsbarkeit des nunmehrigen Damenstiftes über seine Gerichtsholden eingezogen, darunter auch diejenigen zu Arbing.
Bei der Bildung der Gemeinden 1818 war Arbing als Ruralgemeinde mit 16 Ortsteilen vorgesehen, die in der Revision der Gemeindeformationen von 1821 jedoch aufgelöst und auf die Gemeinden Aicha an der Donau, Altenmarkt und Künzing verteilt wurde. Arbing selbst kam zu Altenmarkt. Zu Anfang des 19. Jahrhunderts erhielt Arbing eine Schule und 1839 eine Bierschänke. Das Dorf bestand zu dieser Zeit aus 13 Häusern. 1902 wurde die Expositur Arbing bei Osterhofen errichtet. Mit der Auflösung der Gemeinde Altenmarkt am 1. Januar 1973 kam Arbing zur Stadt Osterhofen.

## Sehenswürdigkeiten
- Expositurkirche St. Michael. Das spätgotische Bauwerk wurde 1480 bis 1483 erbaut und hat eine barocke Ausstattung.

## Vereine
- Bayerischer Bauernverband Ortsverband Arbing
- Donauschützen Arbing e. V.
- EC Arbing
- Freiwillige Feuerwehr Arbing
- Katholischer Frauenkreis Arbing
- KLJB Arbing
- Krieger- und Soldatenverein Arbing